# Sidney Edwards Morse

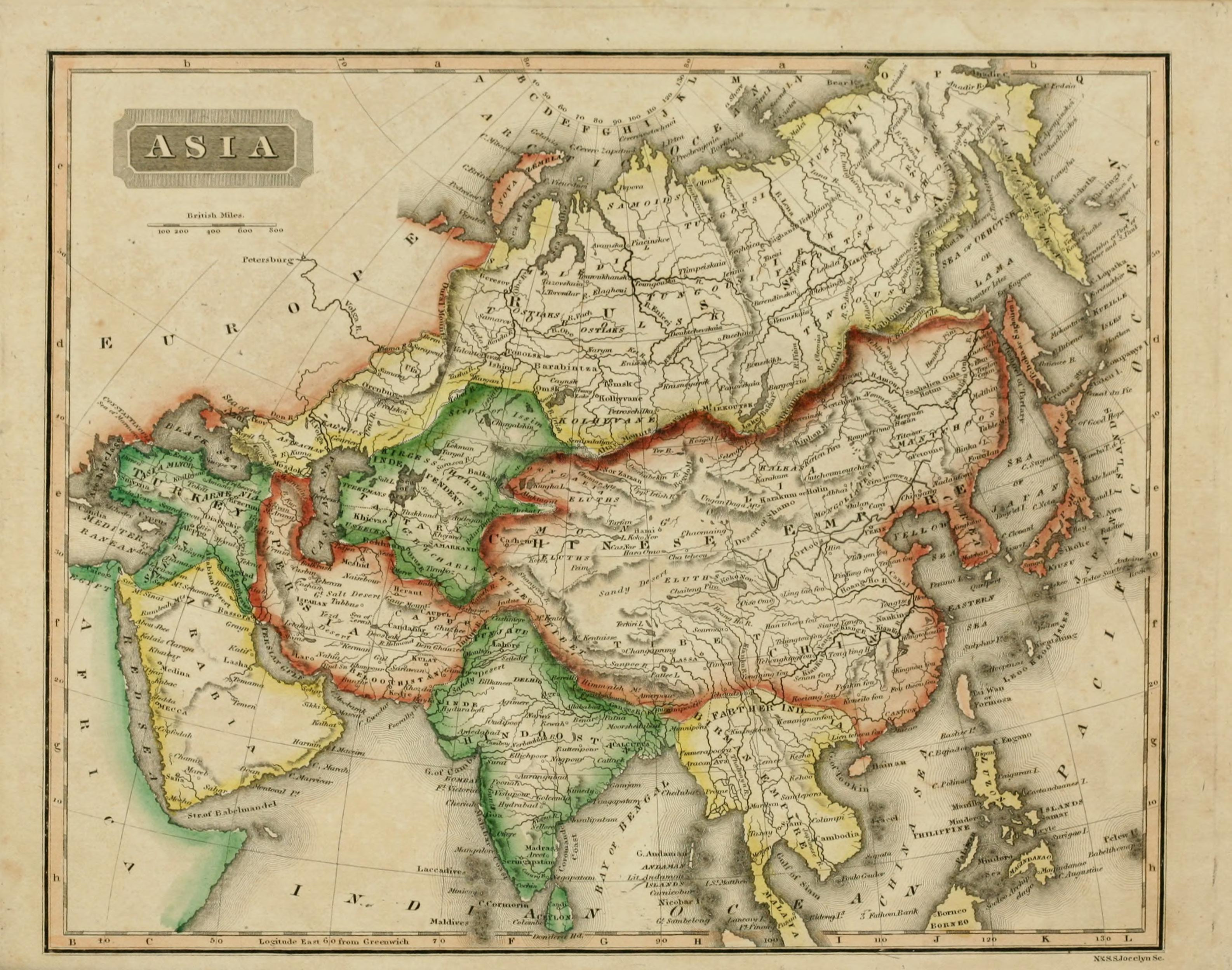
Carte de l'Asie en 1825 par Sidney Edwards Morse

Sidney Edwards Morse, né le 7 février 1794 à Charlestown dans le Massachusetts, aux États-Unis et mort le 24 décembre 1871 à  New York est un inventeur, géographe et journaliste américain des États-Unis. Il est le frère du pionnier du télégraphe, Samuel Finley Breese Morse, inventeur de l'alphabet Morse.